# Sultantepe

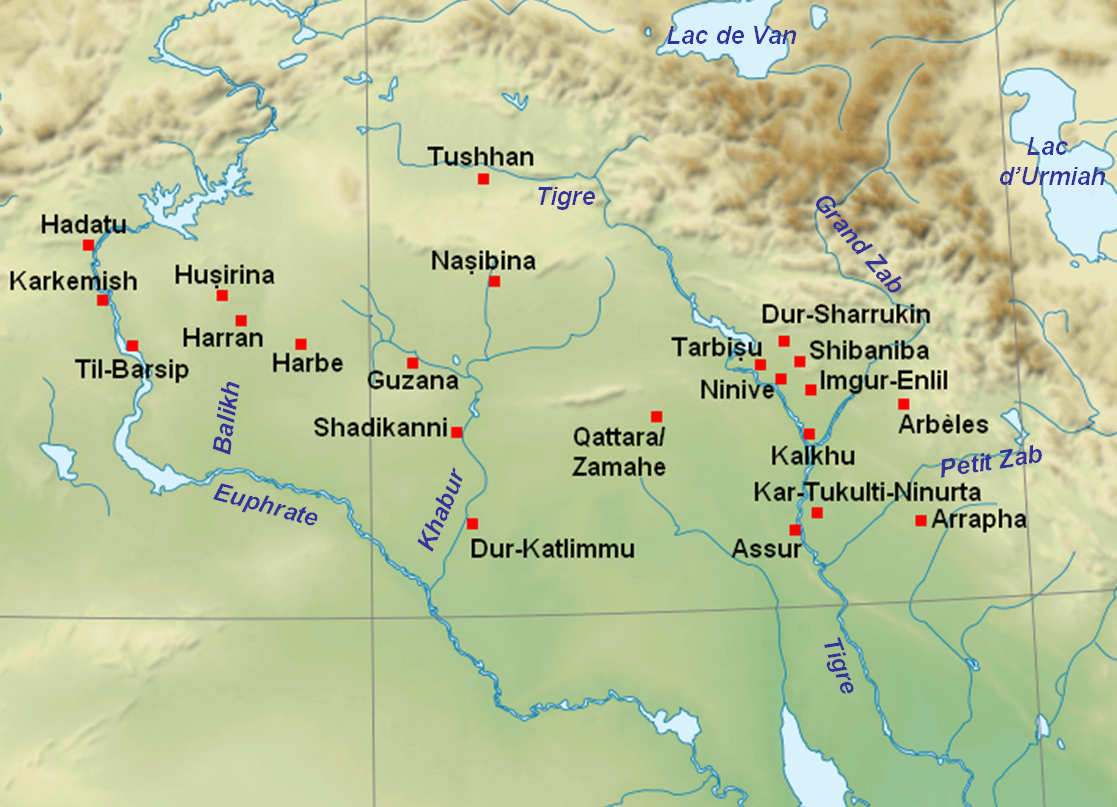
Mapa Mezopotamii z zaznaczonym położeniem najważniejszych asyryjskich miast. Lokalizacja Huziriny odpowiada tu położeniu stanowiska Sultantepe.

Sultantepe (starożytna Huzirina?) – duży tell w południowej Turcji, leżący ok. 15 km na wschód od miasta Şanlıurfa. Ma wysokość ok. 40 metrów i średnicę ok. 100 metrów. Identyfikowany najczęściej z miastem Huzirina znanym ze źródeł asyryjskich z 1 połowy I tys. p.n.e., choć identyfikacja ta nie została jak dotychczas w pełni potwierdzona.

## Stanowisko Sultantepe
Wykopaliska w Sultantepe prowadził w 1951 i 1952 roku zespół archeologów kierowany przez N. Gökçe, działającego z ramienia Hittite Museum w Ankarze, oraz S. Lloyda z British Institute of Archaeology w Ankarze. W trakcie prowadzonych prac wykopaliskowych odnaleziono pozostałości świątyni poświęconej parze bóstw Zababa i Bau, świątyni poświęconej bogini Isztar oraz świątyni poświęconej najprawdopodobniej bogu księżyca. Monumentalna brama z portykiem, o którego istnieniu świadczą zachowane bazaltowe podstawy kolumn, dawała dostęp do otoczonego murem obszaru na szczycie tellu, gdzie wzniesionych zostało szereg budowli o charakterze publicznym. W trakcie dwóch sezonów wykopalisk na stanowisku odnaleziono ok. 400 tabliczek. Jedynie trzy z nich, zawierające tekst matematyczny, ekonomiczny i medyczny, zostały wypalone. Pozostałe, nie wypalone tabliczki, zawierały teksty religijne (hymny, modlitwy, zaklęcia), literackie (w tym fragment Eposu o Gilgameszu), medyczne, astronomiczne i leksykalne. Większość tabliczek odnaleziono na zewnątrz domu prywatnego, nazwanego przez archeologów „Domem Qurdi-Nergala”, gdyż w kolofonach wielu tabliczek wymieniany był Qurdi-Nergal, kapłan bogów Zababy i Bau. Nie ma jednak pewności, czy wspomniany dom należał właśnie do niego.

## Miasto Huzirina
Zgodnie ze źródłami asyryjskimi miasto to zdobyć miał król Adad-nirari II (911-891 p.n.e.) w trakcie swej wyprawy wojennej do krainy Hanigalbat w 899 r. p.n.e. Jego następca, Tukulti-Ninurta II (890-884 p.n.e.), uczynił z Huziriny bazę dla swych wojsk w trakcie wyprawy wojennej w 885 r. p.n.e. Kolejny asyryjski król, Aszurnasirpal II (883-859 p.n.e.), w trakcie swej wyprawy wojennej w 866 r. p.n.e. otrzymał w tym mieście trybut od królów z sąsiednich krain, m.in. z Qipanu, Kummuhu i Azallu. Pod koniec panowania Salmanasara III (858-824 p.n.e.) Huzirina wraz z wieloma innymi miastami dołączyła do wielkiej rebelii zainicjowanej przez królewskiego syna Aszur-da’’in-apla. Rebelię tą udało się stłumić dopiero po kilku latach Szamszi-Adadowi V (823-811 p.n.e.), następcy Salmanasara III.
Wraz z upadkiem Asyrii w końcu VII w. p.n.e. Huzirina została zniszczona i porzucona. Zniszczenia miasta dokonali najprawdopodobniej Scytowie i Babilończycy, którzy w 610 r. p.n.e. zniszczyli pobliskie miasto Harran. Kolejne ślady zasiedlenia tella pochodzą dopiero z okresów hellenistycznego i rzymskiego.